# Лоран Карноль
Лоран Карноль (17 жовтня 1989) — люксембурзький плавець.
Учасник Олімпійських Ігор 2008, 2012, 2016 років.